# Drapelul Noii Zeelande
Țara insulei Pacificului din Noua Zeelandă a adoptat steagul național și statutul său în martie 24, 1902. Albert Hastings Markham, primul locotenent al Marinei Regale, a proiectat steagul Noii Zeelande în 1869, iar utilizarea sa a început în același an. Adoptarea oficială a venit după ce regele Edward al VII-lea a aprobat proiectul Legii privind semnăturile și semnăturile codului din martie 1902.

## Design și simbolism
Noua Zeelandă are un design național de pavilion britanic și are steagul național al Marii Britanii în canton. Pe zborul steagului, există un model de stele reprezentând Crucea de Sud în constelația Crux. Proporția pavilionului este 1: 2, cu trei culori: roșu, albastru și alb. Steagul 1902 este un simbol pentru poporul din Noua Zeelandă, regiunea sa și guvernul. Union Jack în canton reprezintă relația strânsă dintre Noua Zeelandă și Regatul Unit, precum și trecutul Noii Zeelande ca o colonie a Marii Britanii. Crucea de Sud prezintă locația țării din Pacificul de Sud. Culoarea albastră reprezintă cerul și marea.

## Istoria steagurilor din Noua Zeelandă
James Busby, rezident britanic, a convocat o întâlnire a șefilor maori pentru a vota primul steag din Noua Zeelandă la Waitangi. Triburile Unite din Noua Zeelandă au respins două dintre cele trei steaguri proiectate și propuse de Henry Williams. În martie 1834, confederația a votat și a adoptat un drapel cu două cruci de Sf. Gheorghe, unul în cantonul de fundal albastru purtând patru stele cu opt colțuri. Acest steag a devenit steagul Triburilor Unite din Noua Zeelandă, iar utilizarea sa se încheie în 1840. De la 1840 până la 1867, țara a folosit steagul britanic, după semnarea Tratatului de la Waitangi. Actul de apărare a navei coloniale 1865 a condus la introducerea unui steag din Noua Zeelandă în 1867, bazat pe modelul britanic Blue Ensign purtând inițialele "NZ" în zbor, cu utilizarea până la 1869. Utilizarea semnalului curent a început în 1869, dar adoptarea oficială a avut loc în 1902.

## Schimbarea steagului din Noua Zeelandă
Noua Zeelandă a avut, timp de mai multe decenii, dezbateri privind schimbarea drapelului său național. În cadrul conferinței lor naționale, Partidul Laburist a votat un mandat care încearcă să modifice drapelul în mai 1973. Ministrul Afacerilor Interne din Noua Zeelandă a propus un steag care poartă o ferigă de argint în zborul său din noiembrie 1979, primind puțin sprijin. O altă mișcare a venit în 1998. Primul ministru al Noii Zeelande a anunțat un plan pentru două referendumuri din martie 11, 2014, pentru a determina adoptarea unui nou drapel. Primul referendum a căutat să aleagă un nou steag de la cinci alegeri. Steagul câștigător a fost pierdut față de cel actual în cel de-al doilea referendum, care a avut numărul de participanți la votul 67.3%. 56.7% dintre alegători au ales să își păstreze drapelul național, în timp ce 43.3% dorea o schimbare.